# Freie Schule Bochum
Die Freie Schule Bochum (FSB) ist eine Gesamtschule und Grundschule (sie umfasst die Klassen 1–10) mit besonderer pädagogischer Prägung, sie ist konfessionell ungebunden. Sie befindet sich im Stadtteil Wiemelhausen in Bochum. Die FSB ist eine Freie Schule.

## Geschichte
Die FSB ist die älteste freie alternative Schule in Nordrhein-Westfalen. Die Freie Schule Bochum ist aus der Studentenbewegung in den 1970ern entstanden. Sie wurde als „private Gesamtschule besonderer pädagogischer Prägung“ gegründet und nahm trotz nicht erteilter Betriebserlaubnis 1981 den Schulbetrieb in einem ehemaligen Apotheken- und Wohngebäude in Dahlhausen mit zwölf zehn- bis dreizehnjährigen Kindern auf. Die Genehmigung des Kultusministers von Nordrhein-Westfalen erfolgte 1986. 1987 zog die Freie Schule Bochum in ein altes Schulgebäude in der Liboriusstraße in Bochum-Grumme um. Erst 1988 wurde die erste 1. Klasse eingeschult. 1993 bezog die Schule ihre aktuellen Räume an der Wiemelhauser Straße 270 in Wiemelhausen mit insgesamt zwei renovierten Altbauten. Seit 2007 befindet sich das Gebäude im Eigentum der Schule. Im selben Zeitraum entstand auch der Erweiterungsbau mit Mensa, Fach- und Klassenräumen, Turnhalle und Kletterwand. Seit dem Jahr 2000 besitzt die FSB Schultiere.

## Mitgliedschaft
Die Freie Schule Bochum ist Mitglied im Bundesverband der freien Alternativschulen.

## Schulabschlüsse an der Freien Schule Bochum
- Hauptschulabschluss[9]
- Fachoberschulreife[9]
- Fachoberschulreife mit Qualifikation für die gymnasiale Oberstufe[9]

## Konzept
Die FSB ist eine einzügige Schule, jedes Schuljahr werden maximal 20 Schüler in die 1. Klasse aufgenommen, ein Quereinstieg ist in jedem Schuljahr möglich. Das Selbstverständnis der FSB orientiert sich an der Reformpädagogik. Die Schule versteht sich in ihrer Eigendarstellung als

„eine Lebenswelt, Ort des Lernens und Leistens, Lebensvorbereitung, Begleitung und Beratung, Ort der Begegnung und des Gesprächs, Ort, wo Selbstverantwortung, Selbstvertrauen und Selbstbewusstsein gefördert werden, Ort, an dem Begeisterung, Neugier, Spaß und Freude viel Platz haben, eine Gemeinschaft mit Verantwortung, entdeckende Lerngemeinschaft, Ort ohne Schulangst, Ort der Berufsvorbereitung, Gestaltungsraum.“

## Schultiere
Seit dem Jahr 2000 leben auf dem Schulgelände der FSB Schultiere, im Jahr 2008 erhielten sie ein größeres Außengelände. Insgesamt besitzt die FSB zwei Ziegen, zwei Schweine, zwei Kaninchen und drei Meerschweinchen. Die Schultiere sind ein wichtiger Baustein des Konzeptes der FSB. Um die Tiere kümmern sich die Schüler der Klassen 1 bis 4.

## Gremien
Die Gremien der FSB sind: Schulkonferenz, Vorstände des Träger- und Fördervereins sowie deren Mitgliederversammlungen, Mitarbeiterkonferenz, pädagogisches Kollegium, SchülerInnenvertretung, Beirat, Elternrat.